# 스카이마크
스카이마크(일본어: スカイマーク, 영어: Skymark Airlines)는 일본의 도쿄 국제공항을 허브 공항으로 하는 저비용 항공사로, 본사는 일본 도쿄도 오타구에 위치하고 있다.

## 역사
- 1996년 11월 12일 : 설립.
- 1998년 9월 19일 : 도쿄 국제공항발 후쿠오카 공항행 국내선에서 첫 취항.
- 2000년 9월 : 전일본공수(ANA)에 위탁하고 항공기 정비 및 접지 처리 업무를 자사에서 실시.
- 2003년 3월 7일 : 도쿄 국제공항발 인천국제공항행 주말 국제 전세기 취항 개시.
- 2004년 11월 : 인터넷 업체인 제로 주식 회사를 흡수 합병.
- 2007년 11월 : 주부 센토레아 국제공항에 취항.
- 2008년 12월 1일 : 본사를 도쿄 국제공항 정비 시설 지구에 이전.
- 2010년 9월 : 도쿄 국제공항과 앤토니오 B. 원 팻 국제공항(괌)을 오가는 국제선 전세기를 운항.
- 2010년 11월 : 2014년 인도 예정으로 에어버스 A380-800 6대 주문.
- 2010년 12월 : 2014년에 국제선 진출을 위해 국제선 근무 경험이 있는 일본항공의 퇴직자 채용.
- 2014년 7월 : 경영난으로 에어버스 A380-800 기종의 발주를 모두 계약 해지.[2] 주문 취소분의 일부는 전일본공수가 인수.
- 2015년 1월 29일 : 파산보호 신청.

## 보유 기종
- 2020년 7월 기준으로 스카이마크는 다음과 같은 기종을 보유하고 있으며 평균 기령은 2.6년이다.[11]

### 퇴역 및 도입 취소 기종
- 과거에 보잉 767-200, 보잉 767-300ER도 보유 했으나 현재는 전량 퇴역 했으며 이중 2대의 보잉 767-200 기종은 전일본공수에서 임대한 기체이며 보잉 767-300ER 기종의 경우 GECAS, ILFC에서 임대 또는 할부한 기체이다.

## 사진

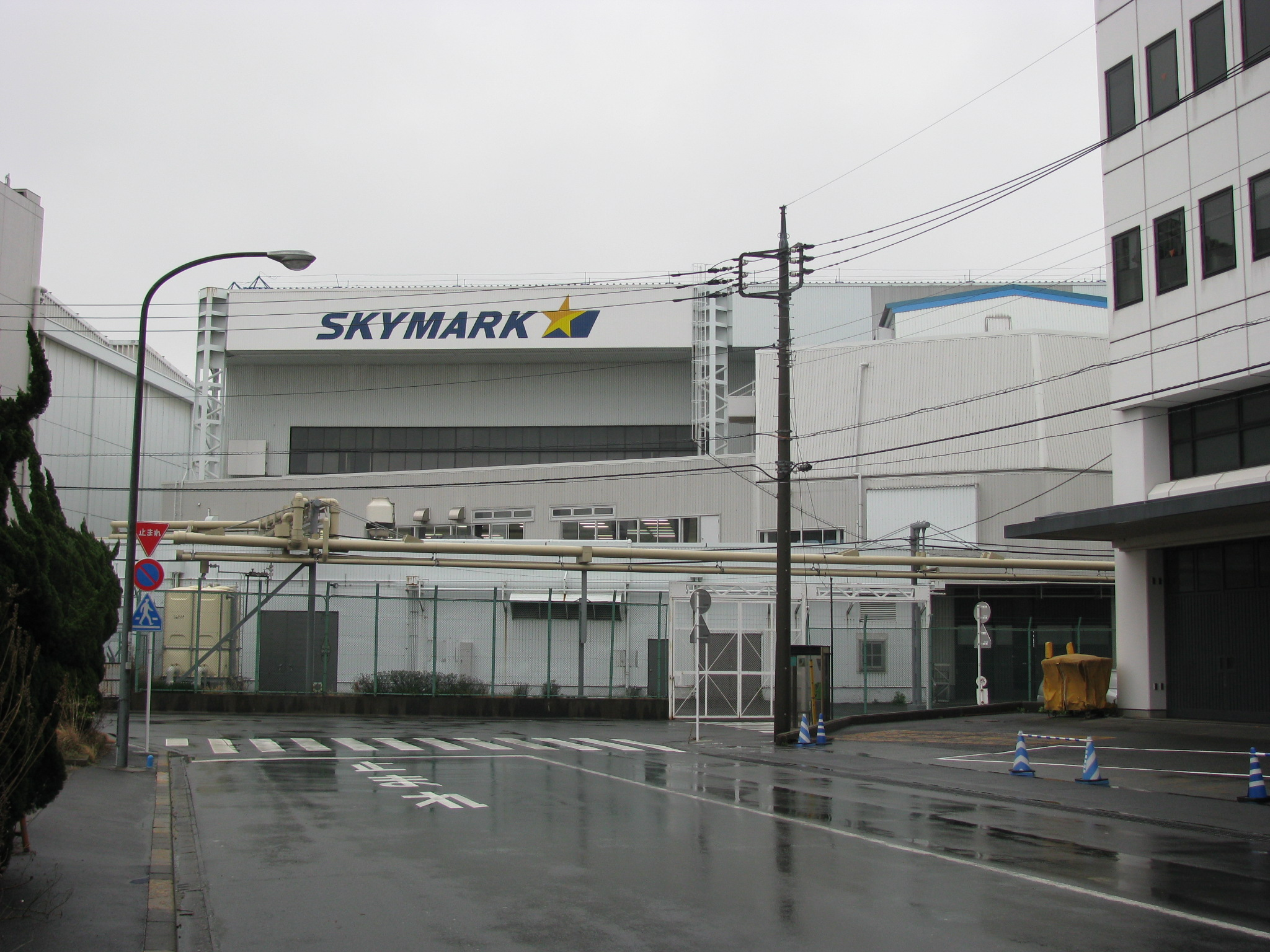
스카이마크 항공의 본사
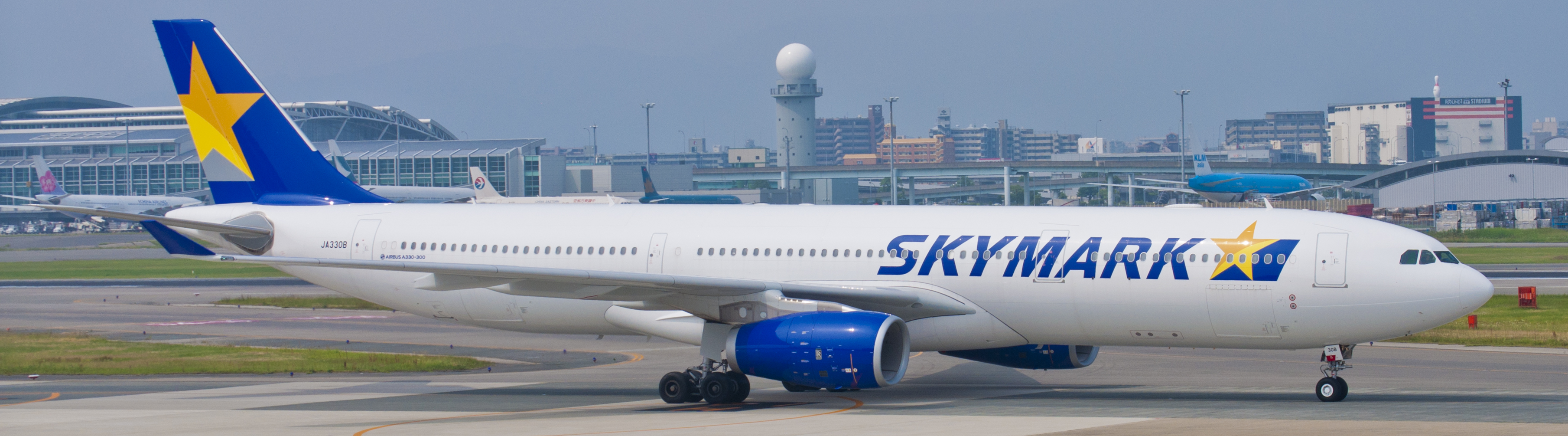
스카이마크 항공의 에어버스 A330-300(퇴역)
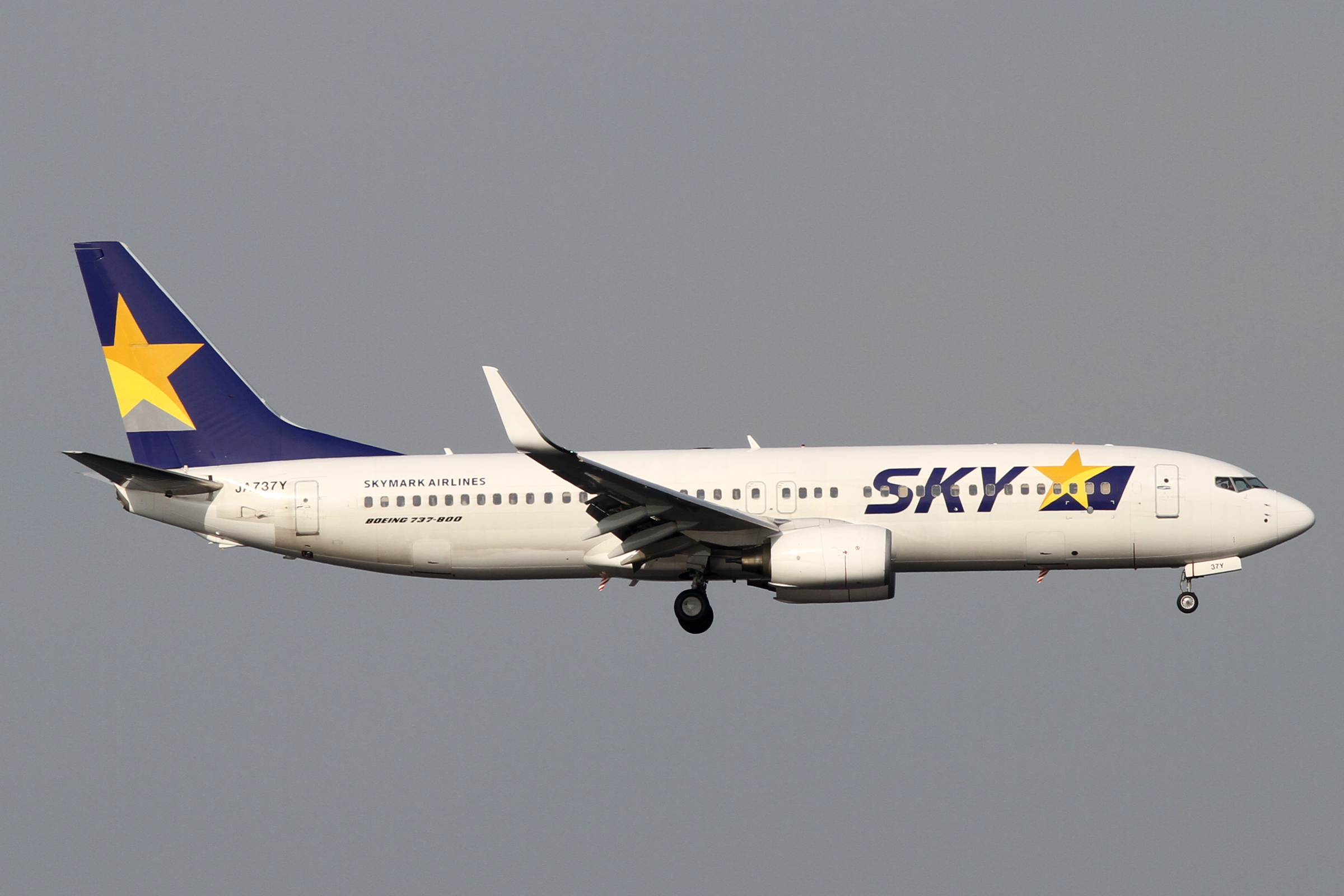
스카이마크 항공의 보잉 737-800
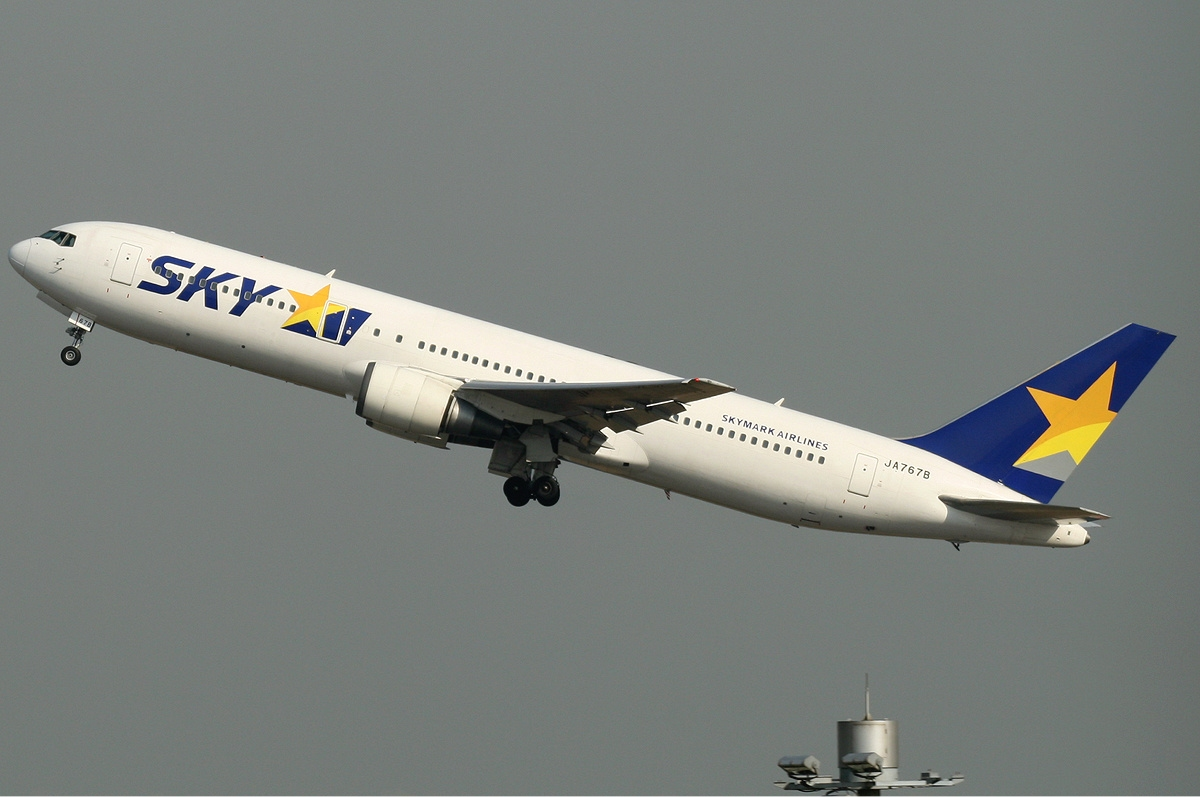
스카이마크 항공의 보잉 767-300ER(퇴역）
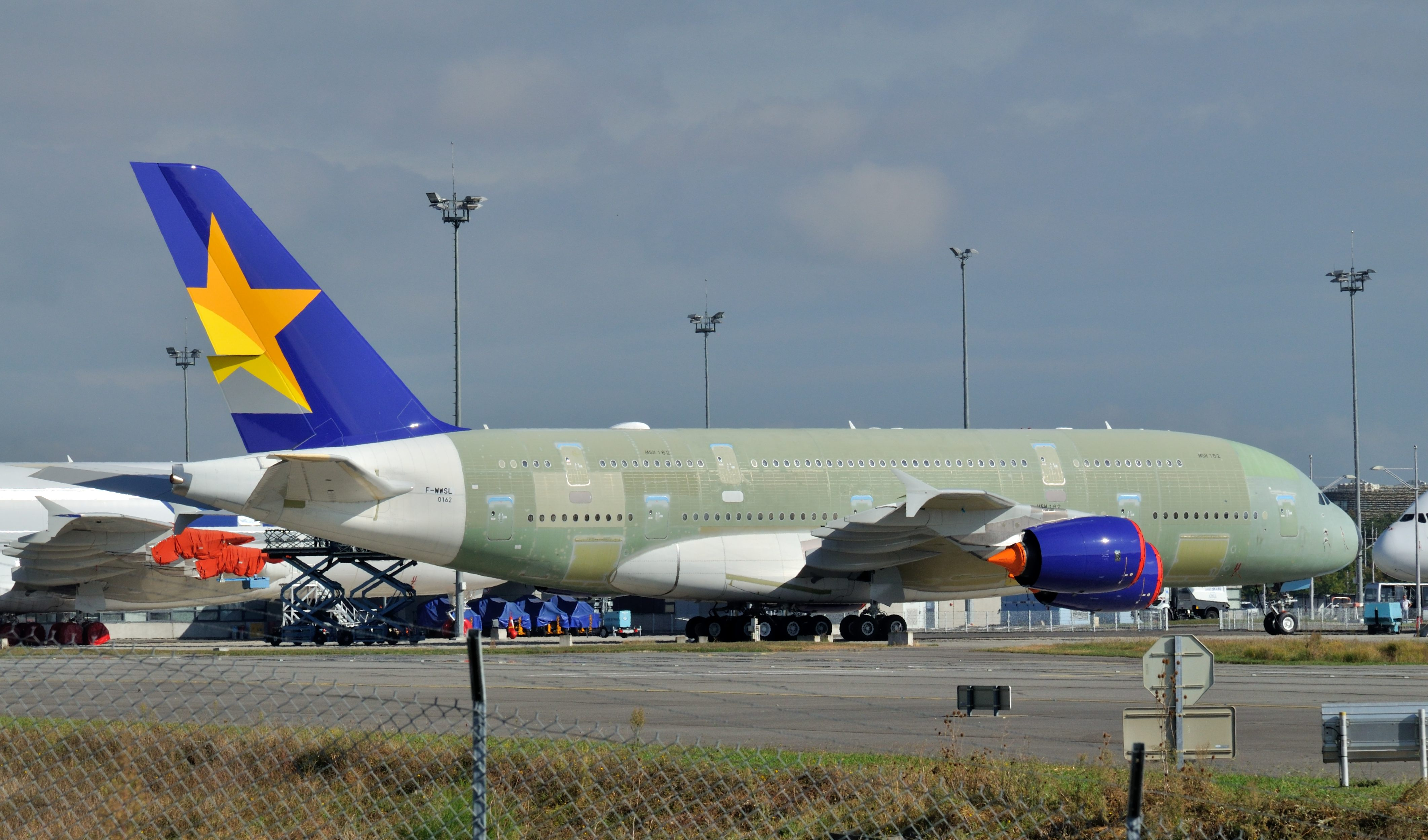
스카이마크 항공의 에어버스 A380-800(기체는 완성했지만, 도입 직전에 취소）